# Gymnobothrus romeri
Gymnobothrus romeri är en insektsart som först beskrevs av Heinrich Hugo Karny 1909.  Gymnobothrus romeri ingår i släktet Gymnobothrus och familjen gräshoppor. Inga underarter finns listade i Catalogue of Life.